# Великая Мечетня
Вели́кая Мече́тня (укр. Велика Мечетня) — село в Кривоозерском районе Николаевской области Украины.
Население по переписи 2001 года составляло 1353 человек. Почтовый индекс — 55130. Телефонный код — 5133. Занимает площадь 4,543 км².

## Местный совет
55130, Николаевская обл., Кривоозерский р-н, с. Великая Мечетня, ул. Голембиевского, 69; тел. 93-4-20

## Известные жители и уроженцы
- Заржицкий, Григорий Григорьевич (1894—1937) — советский партийный и государственный деятель.
- Завойко Василий Степанович (1810—1898) — адмирал Российского императорского флота, организатор и руководитель обороны Петропавловска-Камчатского во время Крымской войны (1853—1856).